# Beklädnadsarbetarnas förbund
Beklädnadsarbetarnas förbund, textil-konfektion-läder var ett svenskt fackförbund inom Landsorganisationen (LO) som bildades 1972 genom en sammanslagning av Sko- och läderarbetarnas förbund, Svenska beklädnadsarbetareförbundet och Svenska textilarbetareförbundet. Förbundet upplöstes 1993 då det tillsammans med Svenska fabriksarbetareförbundet bildade det nya Industrifacket

## Historia
Förbundet kom att präglas av krisen inom tekoindustrin med fabriksnedläggningar och sjunkande medlemsantal. Under förbundets fyra första år nedlades 800 arbetsplatser och omkring 40000 arbetsplatser försvann. Importen av billig konfektion gjorde att lönsamheten inom den svenska industrin blev allt sämre.
- 1976 krävde förbundet ökat statligt ägande och staten gjorde stora satsningar på att underlätta strukturomvanlingen.
- 1977 gick Algotskoncernen i konkurs. Staten övertog 50 procent av aktierna i Eiser AB, som blev moderbolag i den nya statliga tekokoncernen AB Svenska teko. Antalet anställda minskades från 5000 till 3000.
- 1979 beslutade riksdagen att antalet anställda i branschen genom statliga stöd skulle bibehållas på 1978 års nivå.
- 1980 startade Stiftelsen Samhällsföretag som hade 1000 anställda inom teko. Förbundet hade 41212 medlemmar, varav 12994 män och 28218 kvinnor. [1]
- 1981 försvann stödet till tekoindustrin och därmed statsmakternas garanti att bibehålla 1978 års anställningsnivå. Förbundet gick då ut i en proteststrejk under två timmer den 17 september, men utan resultat.
- 1987 tillsattes en framtidsutredning som undersökte vilka möjligheter som fanns att gå samman med andra förbund inom LO.
- 1992 avvecklades resten av Algotskoncernen.
- 1993 bildade förbundet tillsammans med Svenska fabriksarbetareförbundet det nya Industrifacket.

### Fotnoter
1. ↑  Nordin, Rune (1981). Den fackliga arbetarrörelsen. 1, Uppkomst och utveckling (1. uppl.). Stockholm: Prisma i samarbete med Landsorganisationen i Sverige. Libris 256335. ISBN 91-518-1470-6 (inb.)